# 悲しみなんて何の役にも立たないと思っていた。
『悲しみなんて何の役にも立たないと思っていた。』（かなしみなんてなんのやくにもたたないとおもっていた）は槇原敬之15枚目のオリジナル・アルバム。2007年11月7日、J-moreから発売。

## 解説
『LIFE IN DOWNTOWN』以来、1年8か月ぶり。J-more移籍第1弾。2006年秋にシングル発売予定もレコード会社移籍に伴いライブDVD『Noriyuki Makihara in concert "LIVE IN DOWNTOWN"』と共に発売延期された楽曲「五つの文字」が初収録。ライブDVDは2008年1月16日発売。
初回盤封入パスワードで期間限定特設サイトにログインすると、Instrumental「introduction」とカラオケがCDで発売済の「GREEN DAYS」以外のアルバム収録曲全9曲カラオケが先着10,000名に限りダウンロード入手可となり、前述「GREEN DAYS」シングルを入手すると完全なカラオケアルバムが完成するようになっている。

## 収録曲
作詞・作曲・編曲：槇原敬之
Strings Arrangement：トオミ ヨウ（1.6.8.9）
1. introduction
2. 祈りの歌が聞こえてくる
3. Dance with me.
  - テレビ東京系『世界卓球2008』テーマソング。
4. GREEN DAYS
  - 36thシングル。
  - フジテレビ系ドラマ『牛に願いを Love&Farm』主題歌。
5. カイト
  - 紳士服のAOKICMソング。
6. Love was sleeping.
  - NTTドコモ東北CMソング。
7. lose no time
8. 赤いマフラー
  - 37thシングル（本作発売後にシングルカット）。
  - テレビ東京系『お茶の間の真実〜もしかして私だけ!?〜』エンディングテーマ。
9. Anywhere
10. Circle of Rainbow
11. 五つの文字
  - フジテレビ系『めざにゅ〜』テーマソング。

## 参加ミュージシャン
- 槇原敬之
  - Vocals
  - All Instruments (7)
- 佐橋佳幸
  - Guitars (1.5.6.9.10)
  - Electric Guitar (4)
- 吉田翔平ストリングス：Strings (1.6.8.9) 
  - 吉田翔平：Solo Violin (1)
- 冲仁：Flamenco Guitar (2)
- 大石真理恵
  - Bongo, Marimba, Vibraphone (3)
  - Conga (5)
  - Afro Percussions, Marimba (10)
- 小倉博和：Guitars (#8.11)
- 朝吹元：Cello (#8)
- 田辺晋一、駒澤れお、大儀見元、GENTA：Afro Percussions (#10)
- Yoko Tashiro, Yukie Natori, Rie Tanaka, Syoko Hishikari, Maiko Inoue, Misa Kato, Moe Aoshima, Yuuki Nakano, Yusuke Motoi, Takuro Sato, Masatsugu Komachi, Hiroki Kasai：Chorus (#10)